# Artstetten-Pöbring
Artstetten-Pöbring es un municipio-mercado (Marktgemeinde) del distrito de Melk, en el estado de Baja Austria (Austria).

## Geografía
Artstetten-Pöbring se encuentra al sur del Waldviertel junto al Danubio en Baja Austria. Tiene una superficie de 27,27 km² de la cual el 42,56% está cubierta de bosque.
Los municipios catastrales son: Aichau, Artstetten, Dölla, Fritzelsdorf, Hart, Hasling, Lohsdorf, Nussendorf, Oberndorf, Pöbring, Payerstetten, Pleißing, Schwarzau, Trennegg, Unterbierbaum.

## Historia
En la antigüedad, la zona era parte de la provincia de Noricum. En 1407 Arstetten era conocido como un pueblo. En 1691 aparece la primera referencia a la localidad como "mercado". La localidad compartió con la región de Baja Austria en la que se encuentra la agitada historia de Austria. En 1967 el municipio se creó a partir de la fusión de los municipios de Artstetten, Fritzelsdorf, Nussendorf, Harth, Pöbring y Payerstetten.

## Cultura y turismo
- El Castillo de Artstetten, con la tumba del heredero al trono austrohúngaro, el Archiduque Francisco Fernando de Austria.
- Parroquia de Pöbring, una capilla románica, parcialmente modificada en estilo barroco.